# Oenothera coloratissima
Oenothera coloratissima är en dunörtsväxtart som beskrevs av Hudziok. Oenothera coloratissima ingår i släktet nattljussläktet, och familjen dunörtsväxter. Inga underarter finns listade i Catalogue of Life.